# Princeton, British Columbia
Princeton är en ort i Kanada.   Den ligger i provinsen British Columbia, i den södra delen av landet, 3 400 km väster om huvudstaden Ottawa. Princeton ligger 660 meter över havet och antalet invånare är 2 706. Princeton Aerodrome ligger nära orten.
Terrängen runt Princeton är huvudsakligen kuperad, men den allra närmaste omgivningen är platt. Princeton ligger nere i en dal. Trakten runt Princeton är nära nog obefolkad, med mindre än två invånare per kvadratkilometer.. Det finns inga andra samhällen i närheten.
I omgivningarna runt Princeton växer i huvudsak barrskog.